# 塔失帖木儿 (平章政事)
塔失帖木儿（?—?），字原理，燕只吉䚟氏，又译达世帖木而、答失帖木儿、塔世帖木儿。元朝大臣，元顺帝时中书平章政事，中书右丞相别儿怯不花的儿子。
至正十八年（1358年），任中书省右丞，奉命统一指挥西山寨大小十一处民团，分守要害，来抵抗反元红巾军。至正二十年（1360年），任平章政事。次年，孛罗帖木儿和察罕帖木儿争夺冀宁路（今山西省太原市），奉命劝双方罢兵。至正二十四年（1364年），出任上都留守。改任大司农，因为孛罗帖木儿拥兵京师，塔失帖木儿没有敢赴任。至正二十五年（1365年），塔失帖木儿复任中书平章政事，奉皇太子爱猷识理达腊之命，分省上都（今内蒙古自治区正蓝旗东），便宜行事。孛罗帖木儿派秃坚帖木儿攻上都，塔失帖木儿与达礼麻识理一起抵御。